# Matt Carlino
Matthew Mario "Matt" Carlino (Lincoln, Nebraska, 3 de mayo de 1992), es un exjugador de baloncesto estadounidense con nacionalidad italiana. Actualmente ejerce como entrenador asistente en la Universidad Cristiana de Texas.

## Carrera deportiva

### Universidad
Matt Carlino es un combo de base y escolta zurdo de 1,88 metros de altura con pasaporte italiano y norteamericano, que durante sus 4 años universitarios, disputó tres temporadas en BYU Cougars y una en Marquette Golden Eagles, siempre en NCAA-1 con buenas medias anotadoras en dos prestigiosas universidades, siempre por encima de los 11 puntos por partido, así como por encima de los 27 minutos de juego y del 33% de acierto de tiro de 3 puntos. Su mejor año fue el último en Marquette, yéndose hasta los 15 puntos y 42% de acierto en triples en 33 minutos por choque con casi 4 rebotes y más de 3 asistencias.

### Profesional
Justo después de su salida de la universidad, vivió su primera experiencia profesional en Francia, en la liga Pro B, donde se enroló en el conjunto del Boulazac Basket Dordogne, fichado como uno de los líderes de este equipo que acabó en semifinales el pasado curso, donde llegó a disputar 10 partidos con buenos números, que llegaron a los 12,4 puntos, 3,3 rebotes y 2,8 asistencias en 25,7 minutos de juego, brillando con un 43,6% en tiros de 3 puntos, y varias actuaciones por encima de la veintena de puntos. 
Jugó la temporada 2015-16 en la D-League (liga de desarrollo americana) en las filas de Rio Grande Valley Vipers, en busca de un camino que le aupe a la NBA, pero no logró destacar con unas medias de 3,8 puntos, 1,6 rebotes y 1,6 asistencias en 14,2 minutos de juego en los 27 partidos disputados. Tras esta experiencia el jugador quedaría libre.
En 2016, firma con el Peñas Huesca y tras la disputa de cinco partidos con el club aragonés, promediando 14.2 puntos, 4 rebotes y 1.8 asistencias por partido, se incorpora al Vanoli Cremona.

## Internacionalidades
Dispone de la doble nacionalidad gracias a jugar con la selección B de Italia en el año 2015. 